# Benalúa
Benalúa is een gemeente in de Spaanse provincie Granada in de regio Andalusië met een oppervlakte van 9 km². Benalúa telt 3.277 inwoners (1 januari 2016).

## Geboren
- Antonio Marín Molina (17 juni 1996), voetballer